# 파루무의 나무
파루무의 나무(パルムの樹, A Tree Of Palme)는 일본에서 제작된 나카무라 타카시 감독의 2002년 애니메이션, 모험, 판타지, SF 영화이다. 히라마츠 아키코 등이 주연으로 출연하였다.

## 출연

### 주연
- 히라마츠 아키코
- 토요구치 메구미
- 사카구치 다이스케
- 히노 유리카

### 조연
- 야마구치 캇페이
- 키요카와 모토무
- 아이카와 리카코
- 카나이 미카
- 코자쿠라 에츠코

## 제작진
- 미술: Mutsuo Ozeki